# Swiftair

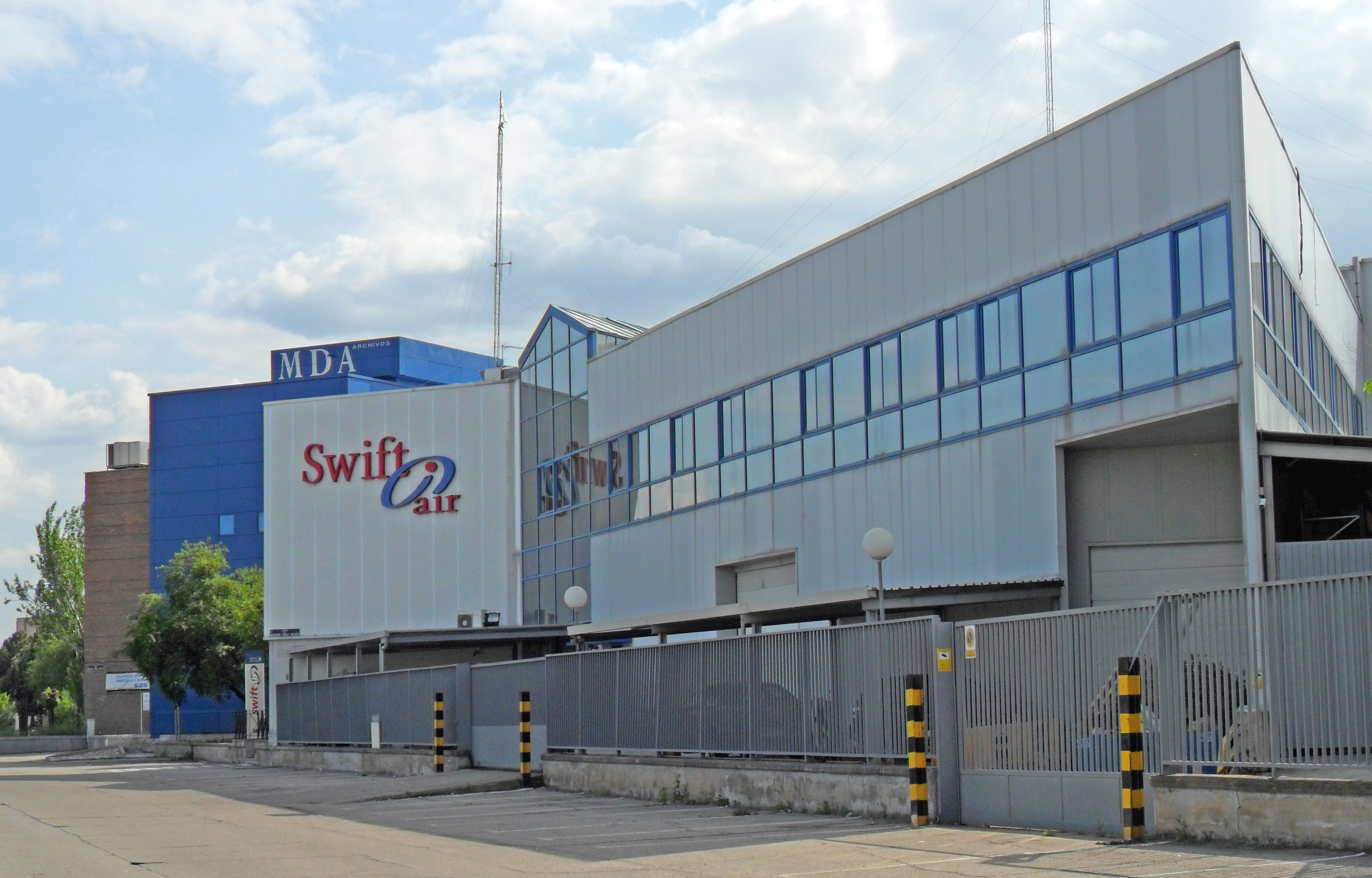
Штаб-квартира Swiftair в Мадриде.

Swiftair — испанская авиакомпания, основанная в 1986 году. Выполняет регулярные и чартерные пассажирские и грузовые рейсы в Европе, Северной Африке и на Ближнем Востоке. Штаб-квартира располагается в Мадриде (Испания). Основная база — аэропорт Мадрид-Барахас.
Владеет дочерной компанией Swiftair Hellas, которая осуществляет грузовые авиаперевозки и базируется в Афинском международном аэропорту.
Авиакомпания управляет смешанным парком самолётов, включая региональные реактивные самолёты и грузовые самолёты: Boeing 737, ATR 72 и другие самолёты, подходящие для ближне- и среднемагистральных перевозок.
Пассажирские и грузовые перевозки: хотя Swiftair изначально больше ориентировалась на чартерные пассажирские рейсы, она также обслуживает рынок грузовых перевозок, перевозя товары по Европе и другим регионам. Swiftair выполняет как регулярные, так и специальные рейсы.
Партнерства: Swiftair часто работала в качестве субподрядчика для крупных авиакомпаний, предоставляя услуги под другими брендами авиакомпаний или для специальных заданий, таких как экстренные или медицинские рейсы. Она также участвует в обслуживании и эксплуатации грузовых рейсов для других компаний. Среди клиентов Swiftair была совместная миротворческая миссия Африканского союза и ООН в суданском регионе Дарфур.
Несчастные случаи и инциденты: Swiftair была замешана в нескольких заметных инцидентах, включая крушение рейса Swiftair (рейс Air Algérie 5017) в 2014 году. Самолёт, эксплуатируемый от имени Air Algérie, потерпел крушение в Мали, в результате чего погибли все 116 человек на борту.